# Công ty Yamaha Motor
Yamaha Motor Co., Ltd. (tiếng Nhật ヤマハ発動機株式会社, Yamaha Hatsudōki Kabushiki-gaisha) là một công ty Nhật Bản chuyên sản xuất xe moto, phương tiện hàng hải và các trang thiết bị động cơ. Công ty đặt trụ sở ở Iwata, Shizuoka, Nhật Bản. Công ty được thành lập vào năm 1955 trên cơ sở tách ra từ tập đoàn Yamaha, hiện tập đoàn Yamaha vẫn đang là cổ đông lớn nhất của công ty, nắm giữ 9.92% số cổ phần. Thống kê hồi năm 2012, các hoạt động nghiên cứu phát triển và sản xuất của công ty được thực hiện thông qua 109 chi nhánh.
Yamaha Motor đặc biệt thành công ở môn thể thao MotoGP, chiếc xe do họ sản xuất đã được nhiều đội đua và tay đua sử dụng để đoạt chức vô địch thế giới.

## Lịch sử
Bộ phận sản xuất xe moto được tập đoàn Yamaha thành lập vào năm 1955. Đến thắng 07 năm 1955, bộ phận này được nâng cấp thành công ty Yamaha Motor, tập đoàn Yamaha vẫn là cổ đông lớn nhất.  Sản phẩm đầu tiên của công ty mới là chiếc xe YA-1 sử dụng động cơ 125cc.
Năm 1956, Yamaha Motor bắt đầu cung cấp chiếc xe của mình cho các sự kiện đua xe quốc tế, cũng như triển khai sản xuất các sản phẩm khác.
Trước năm 1999, Công ty Yamaha Motor chỉ cung cấp xe cho các đội đua tham gia giải 500cc với tư cách là đối tác bán xe. Từ năm 1999, Yamaha Motor chính thức thành lập một đội đua Yamaha Factory Racing để tham gia giải 500cc.

## Thành tích ở giải đua moto
Ở các giải đua moto, các tay đua sử dụng xe Yamaha đã giành được 39 chức vô địch lớn nhỏ, trong đó có 7 chức vô địch MotoGP, 10 chức vô địch thể thức 500 cc và 1 chức vô địch giải World Superbike.
Một số tay đua nổi tiếng từng sử dụng chiếc xe Yamaha bao gồm: Jarno Saarinen Giacomo Agostini, Bob Hannah, Heikki Mikkola, Bruce Anstey, Kenny Roberts, Eddie Lawson, Wayne Rainey, Jeremy McGrath, Stefan Merriman, Dave Molyneux, Ian Hutchinson, Phil Read, Chad Reed, Ben Spies, Jorge Lorenzo, Valentino Rossi Fabio Quartararo và Maverick Viñales.